# ジェイコブ・コラマー

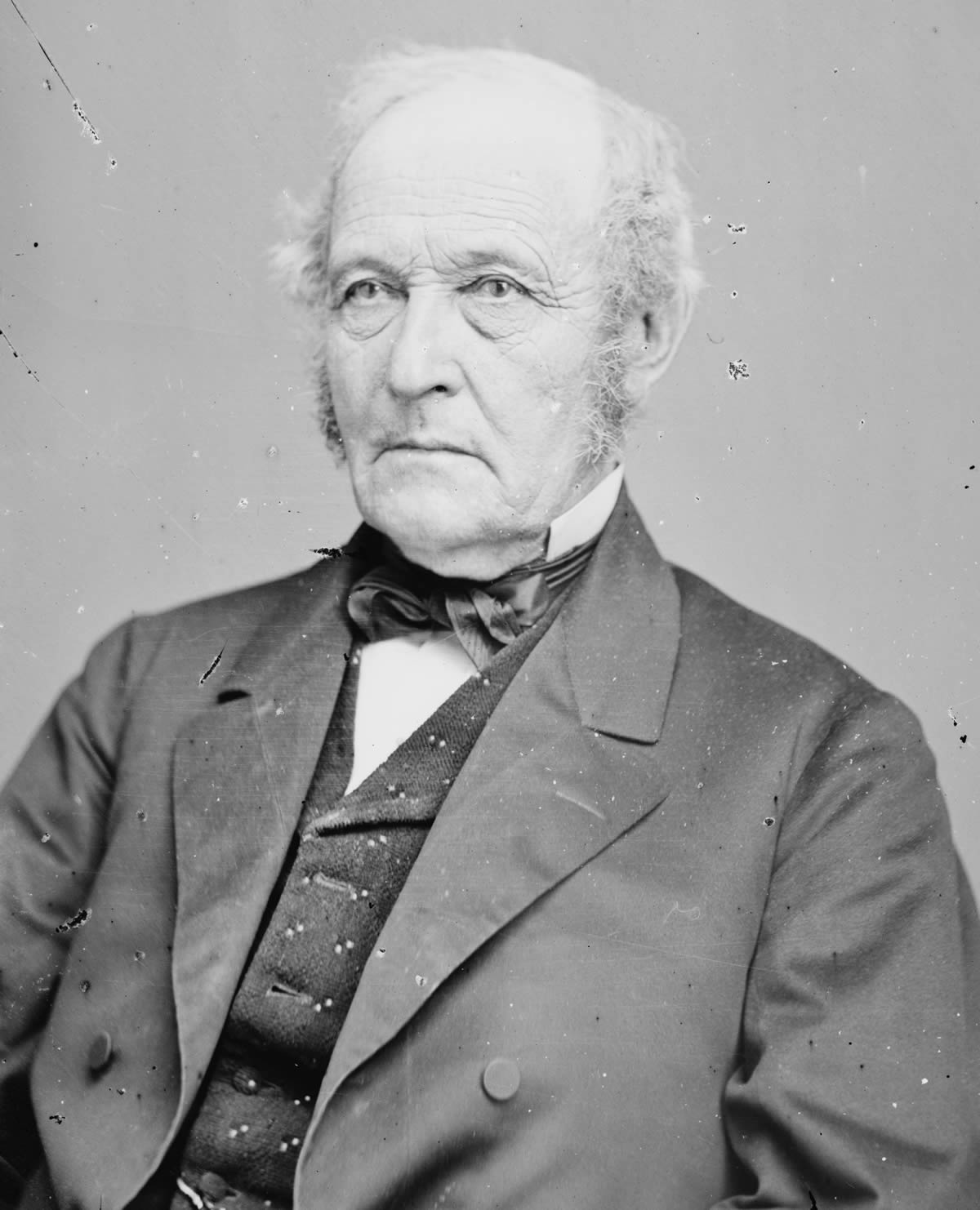
ジェイコブ・コラマー

ジェイコブ・コラマー（Jacob Collamer, 1792年1月8日 - 1865年11月9日）は、アメリカ合衆国の政治家。

## 生涯
1792年、コラマーはニューヨーク州トロイで生まれた。コラマーはバーリントンのバーモント大学を卒業し、米英戦争に参加した。その後法律を勉強し、1813年に弁護士として認可を受けた。コラマーはジェイムズ・バーレット判事と提携し、1833年まで弁護士業を開業した。
コラマーは1821年、1822年、1827年、そして1828年にバーモント州下院議員を務めた。また1822年から1824年までウィンザー郡の州検察官を務めた。そしてコラマーは1833年から1842年までバーモント州最高裁判所の判事補を務めた。
1842年、コラマーは合衆国下院議員にホイッグ党から選出された。コラマーはテキサス併合に賛同し、また米墨戦争と保護関税を支持した。コラマーは「羊毛と羊毛製品」というスピーチで、全国的に評価された。
コラマーはザカリー・テイラー大統領の下で1849年から1850年まで郵政長官を務めた。その後コラマーは、1850年から1854年までバーモント州巡回裁判所の判事を務めた。
1855年、コラマーは反奴隷主義の保守的な共和党員として、アメリカ合衆国上院議員に選任された。コラマーは議会において土地と関税の問題に専念した。スティーブン・ダグラスが委員長を務める準州委員会では強権的な反対意見書を作成し、少数派でありながら議席を維持し続けた。
当時、合衆国議会ではカンザス準州において奴隷制を擁護するルコンプトン憲法の是非が問題となっていた。そしてその解決案として、ルコンプトン憲法の是非を住民投票によって決定するクリッテンデン妥協案が提起された。だがコラマーはその妥協案への支持を拒絶した。
コラマーはウィスコンシン州選出上院議員ジェイムズ・ドゥーリトルとともに、ジョン・ブラウン襲撃事件に関する上院委員会の調査報告書、いわゆるメイソン報告書に対し、反対意見書を提出した。コラマーはまたエイブラハム・リンカーンの再建計画にも反対し、議会主導の再建策を主張した。1860年、コラマーはバーモント州から大統領候補の1人に挙げられたが、共和党の1次投票で落選した。
コラマーは1855年から1862年まで、バーモント州医科大学の学長を務めた。コラマーは1861年に合衆国上院議員に再選され、1865年に死去するまで同職を務めた。
1865年、コラマーはバーモント州ウッドストックの自宅で死去した。コラマーの遺体はウッドストック町内のリヴァー・ストリート墓地に埋葬された。